# مفاعل صفر للطاقة التجريبي

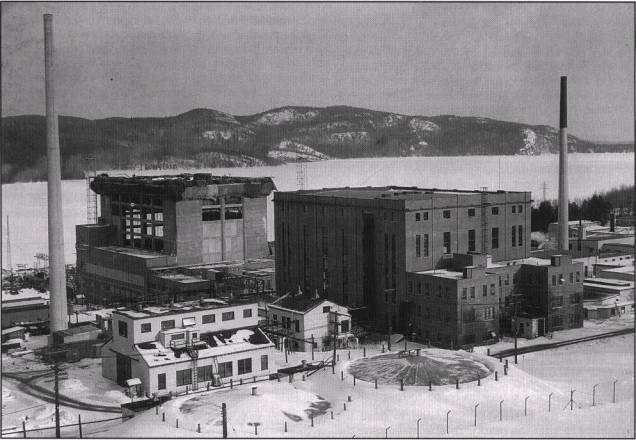
مباني مفاعل صفر للطاقة التجريبي (ZEEP)

مفاعل صفر للطاقة التجريبي (ZEEP) ويطلق عليه باللغة الإنجليزية (Zero Energy Experimental Pile) ويرمز له بمصطلح (ZEEP) وهو عبارة عن مفاعل نووي تم بنائه في مختبرات نهر تشالك بالقرب من في أونتاريو بكندا (والذي حل محله مختبر مونتريال للأبحاث النووية في كندا).

## الأهمية
أصبح المفاعل لأول مرة مهم في يوم 5 سبتمبر 1945 حيث كان المفاعل أول مفاعل نووي تشغيلي خارج الولايات المتحدة.

## التصميم
تم تصميم المفاعل من قبل علماء كنديين وبريطانيين وفرنسيين كجزء من جهد لإنتاج البلوتونيوم للأسلحة النووية خلال الحرب العالمية الثانية.
تم تطويره بينما كان مختبر أبحاث مختبر مونتريال ومختبر نهر تشالك تحت إشراف المجلس القومي للبحوث في كندا.
كان المفاعل مهم في تطوير مفاعلات:
- مفاعل الجامعة الوطنية للبحوث
- مفاعل البحوث الوطنية التجريبية

مما أدى إلى تطوير مفاعل كاندو وتم استخدام لمفاعل لاختبار تأثيرات التفاعل والملاحظات الفيزيائية الأخرى اللازمة لتطوير المفاعل في مختبرات نهر تشالك بما في ذلك شبكات الوقود لمفاعل الجامعة الوطنية للبحوث.
كان المفاعل من أوائل مفاعلات الماء الثقيل في العالم كما أنه مصمم لاستخدام اليورانيوم الطبيعي (غير المخصب) حيث ان تخصيب اليورانيوم عملية معقدة ومكلفة وبالتالي فإن القدرة على استخدام اليورانيوم غير المخصب أعطت المفاعل عدد من المزايا المتميزة.

## الإيقاف
استمر المفاعل لإستخدامه في البحوث الأساسية حتى عام 1970 وتم إيقاف تشغيله في عام 1973 وتفكيكه في عام 1997.
في عام 1966 تم تعيين المفاعل كموقع تاريخي من قبل أونتاريو وتم الاحتفال به بلوحة تاريخية.